# الخطوط العريضة للعلوم السياسية
يقدم المخطط التفصيلي التالي نظرة عامة ودليل موضوعي للسياسة والعلوم السياسية:
السياسة: ممارسة السلطة، والعملية التي من خلالها تتخذ مجموعات من الناس قرارات جماعية. السياسة هي فن أو علم إدارة الشؤون الحكومية أو شؤون الدولة (بما في ذلك السلوك داخل الحكومات المدنية)، والمؤسسات، والمجالات، ومجموعات المصالح الخاصة مثل الشركات والقطاعات الأكاديمية والدينية في المجتمع.
العلوم السياسية: مجال يتعلق بنظرية وممارسة السياسة ووصف وتحليل الأنظمة السياسية والسلوك السياسي.

## مجالات دراسة العلوم السياسية
- السياسة المقارنة
  - التحول الديمقراطي
  - الاستقطاب
  - التسييس
  - حوكمة متعددة المستويات
  - دراسات التنمية
- الجغرافيا السياسية والجغرافيا السياسية
- دراسات المنطقة
  - دراسات العولمة
  - الجنس والسياسة
- النظرية المؤسسية
- المؤسسية الجديدة
  - علاقات دولية
- الدراسات الأمنية
  - دراسات أمنية نقدية
    - مدرسة كوبنهاجن
    - مدرسة باريس
    - المدرسة الويلزية
    - دراسات القومية
- القومية المبتذلة
  - سياسة الشتات
  - الوحدوية
  - القومية والجنس
  - التأريخ القومي
  - ما بعد القومية
  - الانتقام
- السلوك السياسي
  - النشاط السياسي
    - حركة سياسية
- الاقتصاد السياسي
- الخيال السياسي
  - الهجاء السياسي
- منهجية البحث السياسي
- علم الاجتماع السياسي
- النظرية السياسية والفلسفة
  - الطيف السياسي
- النظرية السياسية الإيجابية
  - نظرية اللعبة
- علم النفس – دراسة الانتخابات
  - نظرية التصويت
- تحليل السياسات ودراسات السياسات
  - تحليل السياسة الخارجية
  - دراسات الإدارة العامة والحكم المحلي
  - القانون العام
- الدراسات الاستراتيجية